# McLaren MP4/8
El McLaren MP4/8 fue un monoplaza de Fórmula 1 que compitió en la temporada 1993. Corrió en los dieciséis grandes premios, anotando cinco victorias. El motor era un Ford HBD7 3.5 V8. Gracias al uso de la tecnología electrónica que usaban los autos en la temporada, el coche fue diseñado por Neil Oatley en torno a tecnología electrónica avanzada, que incluye transmisión semiautomática, suspensión activa y sistemas de control de tracción.
El coche fue conducido por el triple campeón mundial Ayrton Senna en su sexta y última temporada temporada con McLaren, y por el piloto estadounidense de CART Michael Andretti (hijo del campeón mundial de 1978 Mario Andretti), quien estaba entrando en su primera (y última) temporada en la Fórmula 1. El estadounidense fue reemplazado después del Gran Premio de Italia por el piloto de pruebas del equipo, Mika Häkkinen.

## Temporada 1993

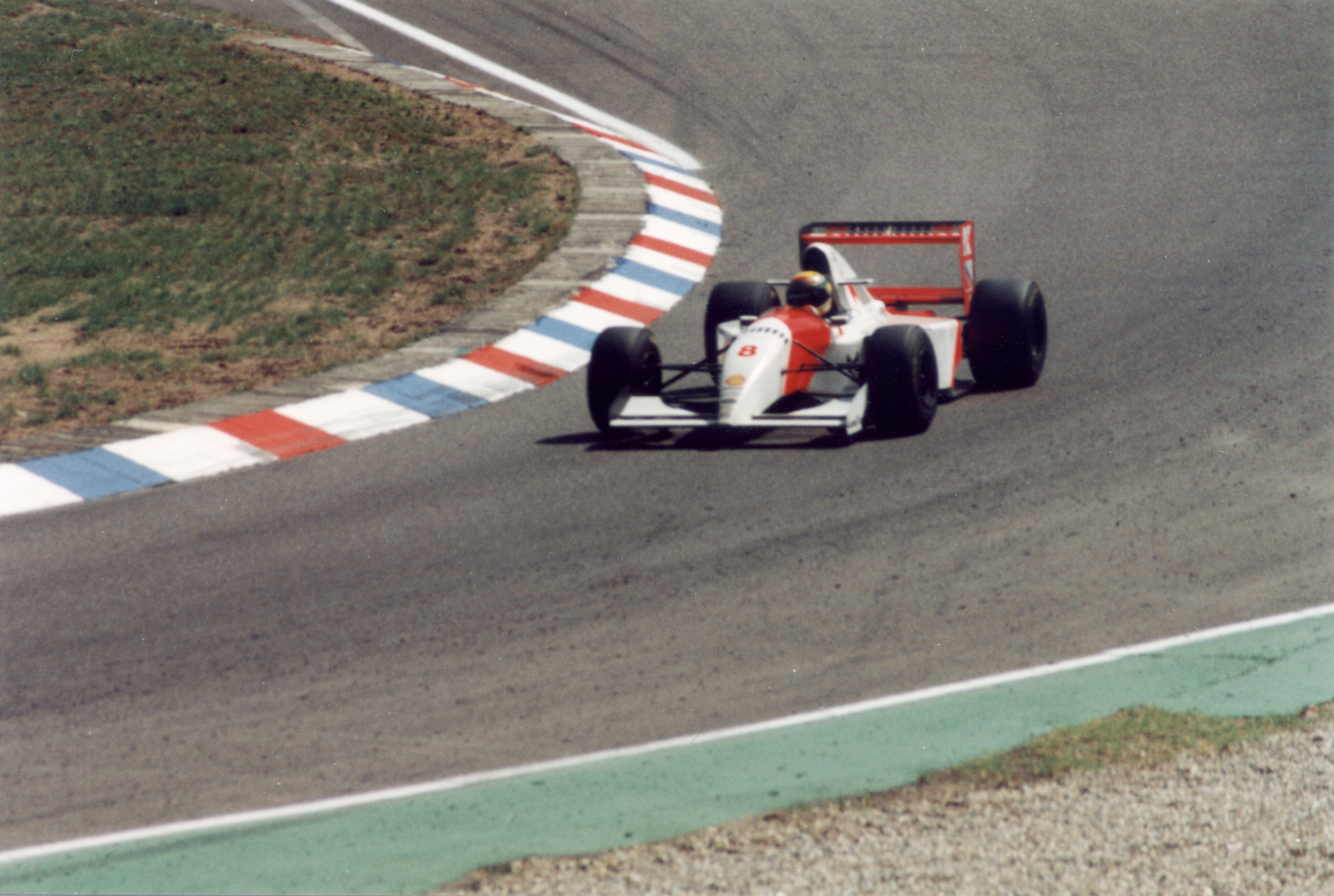
Ayrton Senna conduciendo el MP4/8 en el Gran Premio de Alemania de 1993.

Inicialmente, Ayrton Senna quedó impresionado por el manejo y la agilidad del monoplaza, pero sabía que el cliente Ford-Cosworth V8 tenía poca potencia en comparación con el Renault V10 de Williams y exigía un contrato carrera por carrera de 1 millón de dólares por Gran Premio, aunque otros sugirieron que esto era una estratagema de marketing entre el brasileño y Ron Dennis para mantener a los patrocinadores al tanto e interesados. Aunque el motor era más ligero que el Renault V10, la relación potencia-peso del motor francés era mayor que la del motor estadounidense.
Sin embargo, el MP4/8 fue lo suficientemente competitivo como para lograr algunos éxitos notables. Aunque su rival Alain Prost estaba en el superior Williams FW15C, la habilidad de Senna le permitió liderar el campeonato hasta después de Canadá, al ganar 3 de las primeras 6 carreras, que consistieron en su 2ª victoria en Brasil, su 6ª victoria en el Gran Premio de Mónaco y una de sus mejores carreras de la temporada en el Gran Premio de Europa en Donington Park en Inglaterra. El MP4/8 era conocido por tener una distancia entre ejes considerablemente más corta (longitud) que el FW15C y era considerablemente más pequeño que el Williams de Prost. Más adelante en la temporada, el francés afirmó el dominio de su monoplaza para tomar la delantera para siempre, mientras que el brasileño perdió el ritmo durante la segunda mitad del calendario y cayó al tercer lugar. Mientras que Prost aseguraba el campeonato con dos carreras de sobra, Senna ganó las dos últimas carreras en Japón y Australia. El brasileño tuvo cinco victorias en total, y terminó en segundo lugar en el Campeonato de Pilotos detrás del francés, mientras que McLaren terminó segundo detrás de Williams en el Campeonato de Constructores.

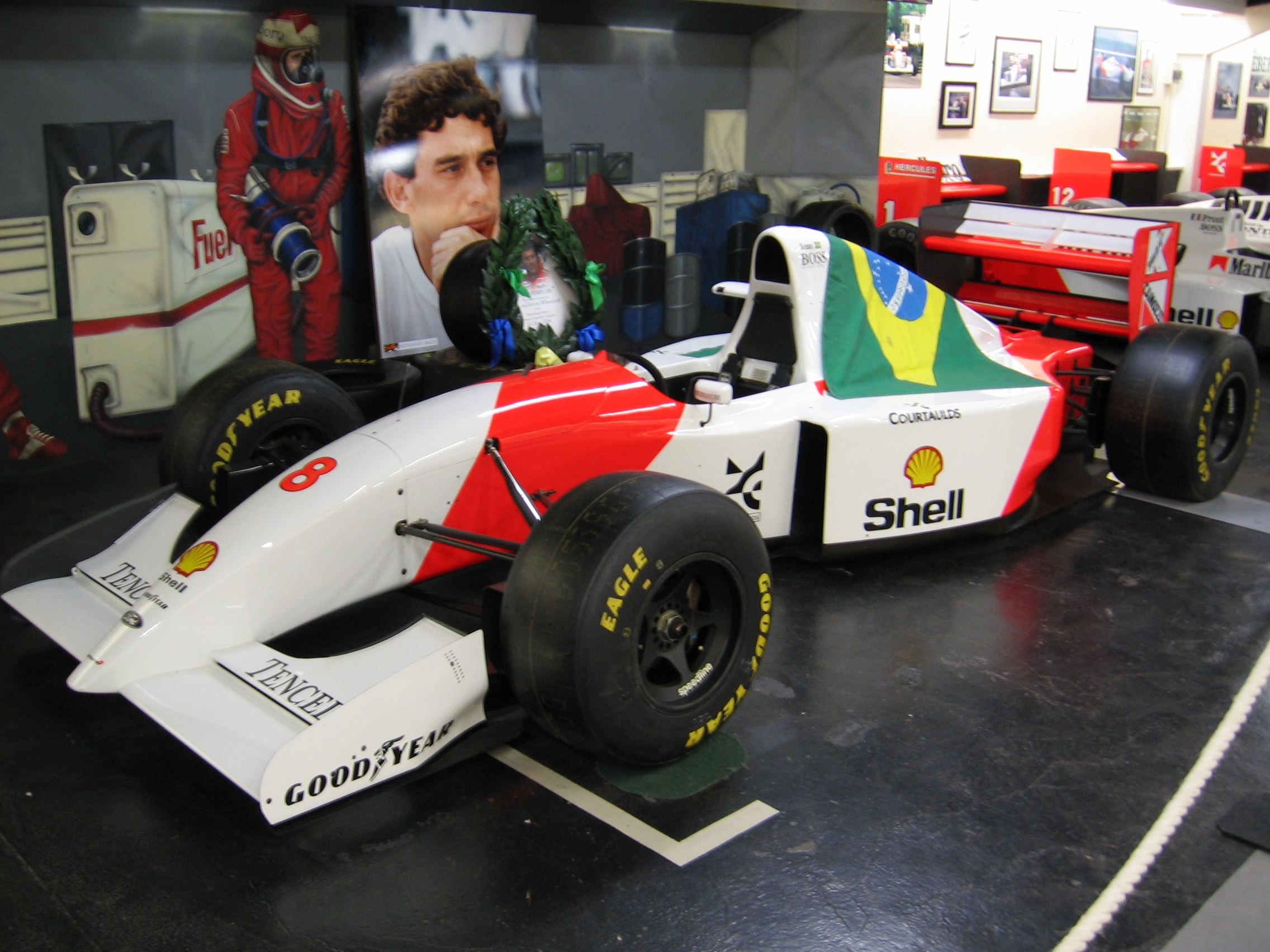
MP4/8 de Senna exhibido en Donington.

El coche anotó 84 puntos durante la temporada, 73 de los cuales llegaron de Senna, con un promedio de 2.63 por salida. Mientras que el brasileño llevó la batalla del campeonato a las últimas rondas, Michael Andretti solo tuvo algunos puntos para anotar, incluyendo un 3er lugar en su carrera final en Italia. Algunos factores estaban fuera del control del estadounidense; con una restricción en la cantidad de pruebas que se permitieron los equipos en 1993, nunca probó un monoplaza  en mojado y una serie de colisiones significó que solo completó tres vueltas en sus primeras tres carreras. Andretti tampoco se enfrentó a aspectos altamente técnicos como la suspensión activa y el control de tracción, dos "gizmos" que no se encuentran en el CART. Por último, Andretti siguió residiendo en los Estados Unidos, viajando a las carreras de F1 y las sesiones de prueba. Esto también le hizo perder varios días de prueba. Por mutuo acuerdo, el estadounidense fue liberado de su contrato después del Gran Premio de Italia, donde anotó su único podio para el equipo. Hasta la fecha, este sigue siendo el último podio logrado por un piloto estadounidense en Fórmula 1.
En la siguiente ronda, en el Gran Premio de Portugal, Mika Häkkinen pasó a calificar a Senna (un hecho raro para el brasileño que fue superado por un compañero de equipo) y se encontraba en una posición competitiva en la carrera, duelo con el Ferrari de Jean Alesi. El finlandés, sin embargo, corrió demasiado cerca del Ferrari en la esquina de la 5ª marcha, perdiendo carga aerodinámica y subviraje en la hierba, y en la pared. Por el resto de la temporada llegó a anotar un podio y otro retiro de una posición competitiva.

## Resultados
(Clave) (negrita indica pole position) (cursiva indica vuelta rápida)

| Año     | Motor   | Neu. | N.º | Pilotos          | 1   | 2   | 3   | 4   | 5   | 6   | 7   | 8   | 9   | 10  | 11  | 12  | 13  | 14  | 15  | 16  | Puntos | Pos. |
| ------- | ------- | ---- | --- | ---------------- | --- | --- | --- | --- | --- | --- | --- | --- | --- | --- | --- | --- | --- | --- | --- | --- | ------ | ---- |
| 1993    | Ford V8 | G    |     |                  | RSA | BRA | EUR | SMR | ESP | MON | CAN | FRA | GBR | GER | HUN | BEL | ITA | POR | JPN | AUS | 84     | 2.º  |
| 1993    | Ford V8 | G    | 7   | Michael Andretti | Ret | Ret | Ret | Ret | 5   | 8   | 14  | 6   | Ret | Ret | Ret | 8   | 3   |     |     |     | 84     | 2.º  |
| 1993    | Ford V8 | G    | 7   | Mika Häkkinen    |     |     |     |     |     |     |     |     |     |     |     |     |     | Ret | 3   | Ret | 84     | 2.º  |
| 1993    | Ford V8 | G    | 8   | Ayrton Senna     | 2   | 1   | 1   | Ret | 2   | 1   | 18  | 4   | 5   | 4   | Ret | 4   | Ret | Ret | 1   | 1   | 84     | 2.º  |
| Fuente: |         |      |     |                  |     |     |     |     |     |     |     |     |     |     |     |     |     |     |     |     |        |      |